# José González (nikaraguański zapaśnik)
José Alejandro González Narváez (ur. 27 marca 1993) – nikaraguański zapaśnik walczący w obu stylach. Zajął piąte miejsce na mistrzostwach panamerykańskich w 2010. Ósmy na igrzyskach Ameryki Środkowej i Karaibów w 2010. Srebrny medalista igrzysk Ameryki Środkowej w 2017 i brązowy w 2010. Trzeci na mistrzostwach panamerykańskich juniorów w 2010 roku.